# Venter Ache
De Venter Ache is een circa dertien kilometer lange toevoerende rivier van de Ötztaler Ache in de Oostenrijkse deelstaat Tirol, stromend door het Venter Tal.

## Loop
De rivier ontstaat bij Vent (1895 m.ü.A., gemeente Sölden), alwaar de Niedertalbach en de Rofenache bijeenkomen. De tien kilometer lange Niedertalbach ontstaat nabij de Martin-Busch-Hütte (2501 m.ü.A.) door samenkomst van meerdere riviertjes afkomstig van omliggende gletsjers en stroomt vervolgens door het Niedertal. Vanuit het Rofental komt de Rofenache, ook ongeveer tien kilometer in lengte, die onder andere het smeltwater van de Vernagtferner afvoert. Deze Rofenache is tussen de 16e en 19e eeuw vaak opgestuwd door deze gletsjer. De hierdoor ontstane Rofener Eissee ledigte zich meestal bij het smelten van de sneeuw doordat het water over de top van de gletsjer wegliep. Enkele malen verzwakte de watermassa de ijsdam dusdanig dat deze doorbrak. Dit heeft meerdere malen tot verwoestende watervloeden in het Venter Tal, Ötztal en zelfs tot in het Oberinntal geleid. De Venter Ache komt bij Zwieselstein (1470 m.ü.A., gemeente Sölden) samen met de Gurgler Ache en wordt vanaf hier Ötztaler Ache genoemd.,

## Toevoerende gletsjers en rivieren tot de samenkomst tot de Venter Ache
L=linker zijrivier, R=rechter zijrivier
- Niedertalbach
  - Niederjochbach (Niederjochferner)
    - Saybach (Sayferner, Nördlicher Sayferner, Südlicher Sayferner)

  - Schalfbach (Marzellferner, Schalfferner, Nördlicher Schalfferner, Mutmalferner)
  - Roter Bach (Rotkarferner) L
  - Diembach (Firmisanferner, Diemferner) R
  - Spiegelbach (Spiegelferner) R
- Rofenache (Hintereisferner, Langtauferer-Joch-Ferner, Westlicher Rofenberg, Östlicher Rofenberg, Nördlicher Vernaglwandferner, Südlicher Vernaglwandferner, Hintereiswände, Kesselwandferner, Hochjochferner, Latschferner, Südlicher Kreuzferner, Mittlerer Kreuzferner, Nördlicher Kreuzferner)
  - Vernagtbach (Vernagtferner) L
  - Platteibach (Platteiferner) L
  - Roter Bach (Eisferner) R
  - Mitterbach (Mitterkarferner) L
  - Gröbenbach R
  - Rofenbach (Rofenkarferner) L

## Toevoerende gletsjers en rivieren vanaf de samenkomst van de Venter Ache
L=linker zijrivier, R=rechter zijrivier
- Weißer Bach (Taufkarferner) L
- Latschbach (Latschferner, Gamplesferner) R
- Steiniglehnbach (Steiniglehnferner, Glaseirferner) R
- Weißkarbach (Weißkarferner) L
- Tiefenbach (Tiefenbachferner) L
- Stockbach (Stockferner) R
- Griesbach R
- Nederbach R
- Petznerbach (Seiter Ferner, Nördlicher Petznerferner, Südlicher Petznerferner) L
- Lehnenbach L
- Gaislacher-See-Bach (Gaislacher See) L

- Gemeinsame Normdatei: 4469069-1
- Virtual International Authority File: 249385229